# Analni spolni odnos
Analni spolni odnos je spolno občevanje, v katerem partner vstavi svoj penis v stanju erekcije v partnerkino/partnerjevo danko (rektum) preko zadnjika (anus). Poleg analnega sta najpogostejša še vaginalni in oralni spolni odnos.
Vstavitev spolnega pripomočka oziroma drugega predmeta, prsta ali pesti (fisting) v danko ali draženje zadnjika z jezikom (anilingus) ne štejemo k analnemu spolnemu odnosu, marveč med analne spolne prakse.
Od nekdaj se analni spolni odnos povezuje s pojmi, kot so perverznost, prostitucija, sodomija, homoseksualnost in podobno. Analni seks povezujejo tudi s prenosom nekaterih virusov: virus HIV, hepatitis B in hepatitis C, za kar obstaja pri nezaščitenem občevanju znatno tveganje.
Pojavlja se v vseh časovnih obdobjih, zapisih, umetniških upodobitvah zadnjih nekaj tisoč let. V nekaterih državah je analni seks do nedavnega bil prepovedan z zakonom (v nobeni evropski ali južnoameriški državi (razen Gvajane) analno občevanje ni kaznivo), v nekaterih, zlasti afriških, pa še zmeraj obstajajo zakonsko določene kazni. Povezuje se ga z različnimi kulti (npr. satanizem). Velikokrat se omenja v starih srednjeveških zapisih, ki opisujejo srečanje čarovnic s hudičem. Tehnologija , ki jo medicina uporablja pri zdravljenju problema, imenovanega hemoroidi, je skoraj zagotovo izpeljana iz analnega seksa, saj gre za gumijaste čepke, ki si jih mora pacient vstavljati v anus - da si ga postopama raztegne. Iz tega odkritja so sčasoma ljudje potegnili zaključek, da analni seks ni škodljiv, ampak celo preventiva proti hemeroidom. V zadnjih dvajsetih letih je vsekakor izgubil tančico tabu teme.

## Umetnost in literatura
- Markiz de Sade : 120 dni Sodome
- Markiz de Sade : Juliette/Justine
- Pierre Louÿs : Tri hčere svoje matere
- Charles Bukowski : Ženske
- Vitomil Zupan : Levitan
- Bernardo Bertolucci : Poslednji tango v Parizu